# Accord de libre-échange entre le Maroc et la Turquie
L'accord de libre-échange entre le Maroc et la Turquie est un accord de libre-échange signé en 2004. 
Le 8 octobre 2020, à la suite d'un déséquilibre important des échanges entre les deux pays en faveur de la Turquie, les deux pays se mettent d'accord pour remettre des droits de douane sur les produits textiles de l'ordre de 36 % et le Maroc créée également par l'occasion une liste de produits n'étant plus concernés par l'accord de libre-échange.
En mai 2021, cet accord rétablissant une série de droits de douane entre en vigueur.